# Hammergraben (Neuwied)
Der Hammergraben bei Neuwied ist ein seit der zweiten Hälfte des 18. Jahrhunderts bestehender, um 1810 zum Betreiben eines Hammerwerks ausgebauter Wassergraben. Er wurde zum Teil auch zur Lieferung von Nutzwasser an die Firma Rasselstein genutzt.
Die Bezeichnung geht auf das früher am Wiedknie gelegene Hammerwerk Pasterts Hammer, das 1696 von dem Neuwieder Peter Pastert erbaut wurde, zurück. 1823 wurde der Unterlauf des Hammergrabens erweitert und dient bis heute der Verladung von Produkten und der Versorgung des Rasselsteins.
Heute fließt der Hammergraben zur Weiterleitung und als Nutzwasser, in Rohre verlegt, durch das ehemalige Betriebsgelände der damals hier ansässigen Firma Rasselstein und endet in Irlich, nahe der Wiedmündung, in die Wied.